# Listă de locuțiuni în limba latină
Această listă cuprinde expresii în limba latină folosite adesea, ca atare sau prescurtate, în limba română și în alte limbi.

## A
| Latină                                                                                              | Traducere | Note |
| --------------------------------------------------------------------------------------------------- | --- | --- |
| AA VV                                                                                               | Abreviere a sintagmei Auctores varii: „Autori diverși”. | De notat că în abrevierile lor, autorii latini dublau inițiala pentru a marca pluralul. Această convenție este uneori și astăzi utilizată, de exemplu în bibliografie: p. 46 → „vezi pagina 46” și pp. 469-495 → „vezi paginile de la 469 la 495”. |
| ab absurdo                                                                                          | | Vezi ad absurdum. |
| a baculo                                                                                            | | Vezi argumentum baculum. |
| ab antiquo                                                                                          | din vechime | |
| a bene placito                                                                                      | „după plăcerea dumneavoastră”; „după plăcerea ta” | Vezi și ad libitum. |
| A bove ante, ab asino retro, a stulto undique caveto.                                               | Păzește-te în fața boului, în spatele măgarului, iar de prost din toate părțile.                                                                                      | |
| ab alio expectes, alteri quod feceris                                                               | Așteaptă de la altul, ce i-ai făcut tu lui | |
| ab hinc                                                                                             | de acum înainte | |
| ab initio                                                                                           | de la început | |
| ab intestat(o mori)                                                                                 | (mort) fără testament | Expresie juridică. |
| ab Iove principium                                                                                  | să începem cu Iupiter | Se citează atunci când începem o dezbatere, o lecție, o expunere cu ceea ce este principal. Vezi și accessorium sequitur principale. |
| ab irato                                                                                            | dintr-o pornire de mânie, la mânie | |
| abolitio criminis                                                                                   | desființarea crimei | Dezincriminare a unei fapte. |
| ab origine                                                                                          | de la origine | De la început. |
| ab ovo                                                                                              | de la ou | A o lua de la capăt; a o lua de la început, de la origini |
| ab ovo usque ad mala                                                                                | de la ou până la mere | Expresia se referă la prânzurile romanilor, care începeau cu ouă și se terminau cu mere. Sensul cu care este folosită înseamnă "de la început până la sfârșit"; "de la un capăt la altul" sau "de la A la Z". |
| Absentem laedit, qui cum ebrio litigat./ ... cum ebrio qui litigat.                                 | Cel care se ceartă cu unul beat, face rău unuia care este treaz (și nu este prezent).                                                                                 | Enunțul apare la Publilius Syrus. |
| Absentem qui rodit amicum, qui non defendit, alio culpante; hic niger est; hunc tu, Romane, caveto. | Cel care vorbește de rău un prieten absent sau care nu ia apărarea acestuia când este vorbit o altă persoană, acela are un caracter josnic; Romane, ferește-te de el. | Enunț atribuit lui Horațiu. |
| Absit iniuria verbis.⁠(d)                                                                            | „Să nu fie vreo ofensă în cuvintele mele” sau „Fără intenția de a jigni prin aceste cuvinte”.                                                                         | Expresia este adesea folosită în lucrări literare și academice, de exemplu referitor la defectele unei persoane pentru a arăta că observațiile sunt făcute cu respect, nu cu răutate. |
| Abundans cautela non nocet.                                                                         | Precauția multă nu dăunează. | |
| Ab uno disce omnes.                                                                                 | După unul îi poți judeca pe toți; după unul cunoaște-i pe toți. | Expresia apare în Eneida lui Vergiliu, partea a II-a, unde sugerează că, observând comportamentul unui singur individ (sau a unui singur exemplu), se poate înțelege comportamentul întregului grup sau al întregii categorii. |
| ab Urbe condita (a.U.c.) sau (AUC)                                                                  | De la fondarea / întemeierea Cetății (=Romei) | Era folosită de istoricii antici romani pentru a data evenimente, prin referire la data legendară a fondării Romei de către Romulus. Prin convenție fixată la 21 aprilie din anul 753 î.Hr. Un an AUC se obține adăugând 753 la milesimul erei creștine pentru anii erei noastre și respectiv scăzând 754 pentru anii de dinainte de Hristos. Astfel anul 1 al erei creștine este anul 754 AUC. |
| Abusus non tollit usum.                                                                             | Abuzul nu împiedică uzul (nu exclude folosința). | Teama de a săvârși un abuz (de drept) nu trebuie să ducă la neexercitarea dreptului. (Maximă din vechiul drept francez) |
| abyssus abyssum invocat                                                                             | Prăpastia cheamă prăpastie (cu alte cuvinte o greșeală atrage după sine o altă greșeală)                                                                              | Expresie figurată împrumutată dintr-un psalm al lui David (42, 8). |
| Accessorium sequitur principale.                                                                    | Accesoriul urmează principalul. | Vezi și ab Iove principium. |
| Acta est fabula (, plaudite)!                                                                       | Piesa a fost jucată (, aplaudați)! | Modalitate prin care se anunța sfârșitul comediilor în Roma antică. Se spune că, pe patul de moarte, Augustus ar fi spus aceste ultime cuvinte. |
| acta non verba                                                                                      | fapte, nu vorbe! | Expresia evidențiază importanța responsabilității, angajamentului și autenticității, arătând că adevărata valoare a unei persoane sau a unei idei se reflectă în acțiunile întreprinse, nu doar în promisiunile sau declarațiile făcute. |
| ad absurdum                                                                                         | până la absurd | Argument logic potrivit căruia pentru a se demonstra adevărul unei teze se dovedește falsitatea tezei sau tezelor contrare. Altă formă: ab absurdo (sensu). |
| ad acta                                                                                             | (de pus) la dosar | |
| ad augusta per angusta                                                                              | pe calea îngustă (dificilă), la rezultate grandioase. | |
| ad astra per aspera                                                                                 | pe căi aspre către stele | vezi și Per aspera ad astra |
| addendum                                                                                            | adaos, completare (în drept: act adițional) | Acord de voință intervenit între părțile care au încheiat un contract în timp ce acesta își produce efectele, acord prin care părțile modifică clauze ale contractului. Vezi și Pacta sunt servanda. |
| ad calendas graecas                                                                                 | la calendele grecești | Calende înseamnă la romani prima zi a lunii; era ziua în care se plăteau datoriile. Cum grecii nu aveau calende expresia a fost folosită de împăratul Octavianus la adresa datornicilor rău-platnici. Expresii similare: la „Sfântu-Așteaptă”, la „paștele cailor”. |
| ad hoc                                                                                              | pentru aceasta (în acest scop), de circumstanță | Exemplu: Divanurile ad-hoc. |
| ad hominem                                                                                          | referitor la persoană | Argumentum ad hominem, eroare logică care constă în atacarea caracterului unei persoane cu care suntem în dispută, în loc de a ataca argumentația sa. |
| Adhuc sub iudice lis est.                                                                           | Procesul este în curs de judecare. – Horațiu, Ars poetica | Referire la originea controversată a distihului elegiac. Indică, în general, o chestiune neelucidată. |
| ad impossibilia nemo obligatur                                                                      | nimeni nu poate fi obligat să facă imposibilul. | |
| ad infinitum                                                                                        | "până la infinit" sau "la nesfârșit" | Se referă la ceva repetat în mod excesiv sau inutil, fără o finalitate. |
| ad-interim                                                                                          | care ține locul titularului, care este provizoriu, interimar. | Exemplu: ministru ad-interim. |
| ad ignorantiam                                                                                      | [apelul] la ignoranță | Argumentum ad ignorantiam este o eroare logică în care se afirmă că premisa este adevărată doar pentru că nu a fost demonstrată falsă sau că pemisa este falsă doar pentru că nu a fost demonstrată adevărată. |
| ad libitum (ad lib.)                                                                                | după dorință | Termen care arată că durata măsurii va fi aleasă de executant după placul său. În opere filosofice apare cu sens figurat. Vezi și a bene placito. |
| ad litteram (ad litt.)                                                                              | exact până la ultima literă | Așa cum citim cuvântul, fără a ține seama de context. În traduceri: cuvânt cu cuvânt. De ex.: un citat ad litteram |
| Ad maiorem Dei gloriam⁠(en)[traduceți]                                                               | întru preamărirea Domnului | Deviza Ordinului iezuiților. În sens mai larg: a acționa dezinteresat în numele unei cauze nobile. |
| ad multos annos                                                                                     | la mulți ani | |
| ad patres                                                                                           | | A se întoarce ad patres = a muri. A trimite ad patres = a ucide |
| ad personam                                                                                         | la persoană | Calificativ dat unui act prin care o persoană obține privilegii netransmisibile. |
| ad populum                                                                                          | [apelul] la lume | Argumentum ad populum este o eroare de argumentare care conclude că o propoziție este adevărată deoarece foarte multă lume crede că este adevărată. |
| ad-referendum                                                                                       | | Termen utilizat în diplomație despre acte, tratate internaționale: Care nu angajează un stat în privința semnării actului, tratatului, fiind semnat numai de către un reprezentant diplomatic împuternicit să negocieze. |
| ad rem                                                                                              | la obiect | Fără ocolișuri, direct la chestiunea în discuție |
| ad unum omnes                                                                                       | toți ca unul | |
| Ad usum Delphini                                                                                    | Pentru folosința Delfinului | Se spune despre excelente ediții ale clasicilor latini realizate pentru Delfin, fiul lui Ludovic al XIV-lea, dar din care fuseseră scoase pasaje considerate prea crude. Ironic, expresia se folosește privitor la publicațiile curățate sau aranjate pentru nevoile unei cauze. |
| advocatus diaboli                                                                                   | avocatul diavolului | Titulatura oficială dată de Papa Benedict al XIV-lea este advocatus in omnibus causis beatificationum și era numele prelatului care avea sarcina de a informa despre calitățile și defectele defunctului propus spre beatificare sau canonizare. |
| A.E.I.O.U.                                                                                          | Abreviere a sintagmei Austria est imperare orbi universo. „Destinul Austriei este să conducă lumea întreagă”.                                                         | Deviza Casei de Habsburg |
| Æternum vale.                                                                                       | Vezi Supremum vale. | |
| a fortiori                                                                                          | cu atât mai mult | Sintagmă folosită în drept la interpretarea normelor sau dispozițiilor din legi. |
| Aegroto dum anima est, spes est.                                                                    | Cât timp bolnavul suflă, mai este speranță. | Cicero |
| Age, libertate decembri utere.                                                                      | Hai, folosește-te de libertatea din decembrie. (Horațiu, „Satirae”, II, 7, 4-5)                                                                                       | Îndemn la folosirea unei libertăți temporare de acțiune. În timpul Saturnaliilor, sărbătoare ce cădea la mijlocul lunii decembrie, la Roma, sclavii aveau, prin tradiție, dreptul de a-și critica stăpânii și chiar de a fi serviți de aceștia. |
| age, si quid agis!                                                                                  | Fă, dacă faci ceva! | Echivalent: „Cine aleargă după doi iepuri, riscă să nu prindă niciunul”. |
| agenda                                                                                              | lucruri de făcut | De la verbul latin ago, agere , egi, actum: „a mâna”, „a face să înainteze”, „a face”, „a săvârși”, „a se ocupa de” |
| Agnus Dei                                                                                           | Mielul Domnului | În Noul Testament, Evanghelia după Ioan, 1, 36. Desemnându-l pe Isus, Ioan Botezătorul proclamă: „Ecce Agnus Dei”, «Iată Mielul lui Dumnezeu», pentru a semnifica inocența și victima sacrificiului. |
| Alma mater sau Alma parens                                                                          | Mama nutritoare. | Expresii folosite de poeții latini pentru a desemna patria, iar uneori, în zilele noastre, pentru a desemna Universitatea |
| alter ego                                                                                           | alt eu | Poate fi folosit pentru a desemna un prieten intim cu care te identifici în concepții sau o altă conștiință a personalității |
| amantium irae                                                                                       | supărările îndrăgostiților | Cearta între îndrăgostiți, ceva trecător, nedemn de atenție |
| a mensa et thoro                                                                                    | de la masă și de la pat | Formă de divorț în care părțile rămân căsătorite, dar nu locuiesc împreună. |
| Amicus certus in re incerta cernitur.                                                               | Adevăratul prieten la nevoie se cunoaște | Adagiu scris de Ennius, citat de Cicero în Laelius de Amicitia s. 64. |
| Amicum perdere est damnorum maximum.                                                                | Pierderea unui prieten este una dintre cele mai mari pagube. | Aforism atribuit lui Publilius Syrus. |
| amicus Plato, sed magis amica veritas                                                               | mi-e prieten Platon, dar mai prieten mi-e adevărul | |
| amor vincit omnia                                                                                   | dragostea învinge totul | |
| a mundo conditio                                                                                    | de la facerea lumii | |
| ante Christum (a.Chr.)                                                                              | înainte de Cristos | |
| anni currentis (A.c.)                                                                               | anul curent (în curs) | |
| anno                                                                                                | în anul | |
| anno Domini (A.D.)                                                                                  | în anul Domnului | Anii numărați de la data nașterii lui Hristos, în anul 754 de la întemeierea Romei, după calculele călugărului Dionysius Exiguus. |
| annus mirabilis                                                                                     | anul minune | Folosit în special pentru a se referi la anii 1665-1666, perioadă în care Isaac Newton a avut invenții revoluționare și descoperiri în: calcul, mișcare, optică și gravitație. Annus Mirabilis este, de asemenea, titlul unei poezii de John Dryden scrisă în același an. De atunci a fost folosit pentru a desemna alți ani, în special 1905, când Albert Einstein a făcut descoperiri la fel de revoluționare în ceea ce privește efectul fotoelectric, mișcarea browniană și teoria specială a relativității. |
| ante meridiem (a.m.)                                                                                | ante meridian | Până în prânz |
| a parte                                                                                             | aparte | |
| a posteriori                                                                                        | în urma experienței | Antonimul lui a priori |
| a priori                                                                                            | înainte de experiență | Termen care alături de antonimul său, a posteriori, s-a impus în filosofie, în logică - demonstratio a priori, de la efect la cauză. Kant lansează sensul de cunoaștere a priori, independentă de experiență. |
| Apud bonum iudicem argumenta plus quam testes valent.                                               | În fața unui judecător bun, argumentele valorează mai mult decât martorii                                                                                             | Cicero, „De republica”, I, 38, 59. |
| Aquila non capit muscas.                                                                            | Vulturul nu prinde muște. | Lucrurile fără însemnătate nu trebuie să constituie o preocupare pentru un om de seamă. O semnificație similară are și: ''De minimis non curat praetor''. |
| argumentum ad absurdum                                                                              | argumentare la absurd | Metodă care demonstrează falsitatea unei ipoteze prin absurditatea concluziei. Sinonime: reductio ad absurdum sau deductio ad absurdum |
| argumentum ad nauseam                                                                               | până la a provoca greață | Un argumentum ad nauseam este o eroare logică care constă în repetarea unui argument până la punctul în care oamenii nu mai sunt interesați de subiect. |
| argumentum baculum                                                                                  | argumentul bățului | Expresie folosită atunci când la o argumentare se face recurs la forță și nu la logică. |
| ars longa, vita brevis                                                                              | arta este lungă, viața este scurtă | Traducere latină a primului aforism al lui Hipocrate. (În greacă Ho bios brakhus, hê de tekhnê makra.) |
| ars poetica                                                                                         | arta poeziei / arta poetică | Titlul unei scrisori a lui Horațiu adresată unor prieteni și care conținea sfaturi pentru tinerii poeți. |
| Asinus asinum fricat.                                                                               | Măgarul freacă măgarul. | Se spune despre două persoane care se laudă în mod reciproc. |
| Audaces, fortuna juvat                                                                              | Soarta favorizează pe îndrăzneți (Virgiliu) | Variantă: Fortes fortuna (ad)juvat |
| audi, vidi, sile!                                                                                   | ascultă, privește și taci! | |
| Audiatur et altera pars                                                                             | să fie ascultată și cealaltă parte | (Seneca) |
| Aurea mediocritas                                                                                   | aurită este calea de mijloc | Vers scris de Horațiu în Ode. Poetul nu se referă la realizări medii, ci la moderație, cumpătare, la un trai modest. Conceptul aurea mediocritas este obișnuit la mai mulți filosofi, începând cu Aristotel. |
| aut - aut                                                                                           | ori, ori | |
| aut Caesar, aut nihil                                                                               | sau Cezar, sau nimic | (Cezar Borgia) |
| Aut vincere aut mori.                                                                               | Fie câștigi, fie mori. | |
| Ave Maria                                                                                           | salut, Maria | Începutul unui imn de preamărire a Fecioarei Maria. Din anul 1326, Papa Ioan al XXII-lea impune credincioșilor să-l recite de trei ori pe zi. |

## B
| Latină                                       | Traducere                                                                                                 | Note                                                                              |
| -------------------------------------------- | --- | --------------------------------------------------------------------------------- |
| Barba non facit philosophum                  | Barba (singură) nu te face filosof.                                                                       |                                                                                   |
| Beati pauperes spiritu                       | Fericiți cei săraci cu duhul.                                                                             |                                                                                   |
| Beati possidentes                            | fericiții posesori                                                                                        | Expresie glumeață a juriștilor.                                                   |
| Beatus, qui prodest, quibus potest           | Fericit este cel care se face util prin ajutorul dat.                                                     |                                                                                   |
| Bellum omnium contra omnes                   | (Thomas Hobbes) - Războiul tuturora împotriva tuturor (starea omenirii înainte de organizarea socetății). |                                                                                   |
| Bene diagnoscitur, bene curatur              | Cine pune un diagnostic bun, vindecă bine.                                                                |                                                                                   |
| Beneficium accipere, libertatem est vendere. | Dacă accepți un favor, îți vinzi libertatea.                                                              | Aforism formulat de Publilius Syrus.                                              |
| bene merenti                                 | celui ce binemerită                                                                                       | Decorație română înființată în 1876 pentru merite în domeniul culturii naționale. |
| Bis dat, qui cito dat                        | Cine dă prompt, dă dublu.                                                                                 | (Publilius Syrus)                                                                 |
| Bona diagnosis, bona curatio                 | Bun diagnostic, bun leac.                                                                                 |                                                                                   |
| Bona fide                                    | De bună credință.                                                                                         |                                                                                   |
| Bona valetudo melior est quam maximæ divitiæ | Sănătatea bună este mai valoroasă decât cea mai mare avere.                                               |                                                                                   |
| Bonum vinum laetificat cor hominis           | Vinul bun înveselește inima omului. (Eclesiastul 40, 20.)                                                 |                                                                                   |
| Bonus vir semper tiro.                       | Omul bun rămâne totdeauna începător.                                                                      | Vezi: Semper homo.                                                                |
| Brutto                                       | greutate brută                                                                                            |                                                                                   |

## C
| Latină                                                       | Traducere                                                                                    | Note |
| ------------------------------------------------------------ | -------------------------------------------------------------------------------------------- | --- |
| Caesar non supra grammaticos                                 | Împăratul nu este mai presus de gramatică.                                                   | Replică dată lui Sigismund de Luxemburg când, corectat de arhiepiscopul Placentius⁠(fr)[traduceți] pentru o greșeală gramaticală, ar fi spus: „Ego sum rex Romanus et supra grammaticam” („Sunt împărat roman și mai presus de gramatică”). Vezi și Non est princeps supra leges, sed leges supra principem. |
| capitis deminutio                                            | capacitate redusă (restrângerea capacității juridice)                                        | Expresie din dreptul roman care indica completa degradare din drepturile juridice a unui cetățean roman și deci radierea din registrele censului, fapt care ducea automat la sclavie. |
| caput mundi                                                  | capitala lumii                                                                               | Epitet acordat orașului Roma. |
| Carpe diem                                                   | Trăiește-ți ziua                                                                             | (îndemn de a trăi intens clipa prezentă, singura certă). (Horațiu) |
| Casus belli                                                  | Motiv de război                                                                              | (situație în care un stat se vede constrâns să declare război altui stat). |
| Caveant consules ne quid detrimenti reipublicae capiat!      | Consulii să ia măsuri ca republicii să nu i se aducă vreun prejudiciu!                       | (formulă rostită în Senatul Roman, prin care consulii erau investiți cu puteri discreționare în momentele de mare primejdie). |
| Cave canem                                                   | Ferește-te de câine                                                                          | (Atenție, câine!). |
| Ceterum censeo Carthaginem delendam esse                     | Și totuși, consider că trebuie sa distrugem Cartagina.                                       | (Cato cel Bătrân) - |
| Cibi condimentum esse fames                                  | (Cicero) - Foamea este condiment pentru orice mâncare.                                       | |
| Circulus vitiosus                                            | Cerc vicios                                                                                  | |
| Cogito, ergo sum                                             | Gândesc, deci exist                                                                          | René Descartes: „Dubito, ergo cogito; cogito ergo sum” (Mă îndoiesc, deci cuget; cuget, deci exist.), teză care exprimă caracterul raționalist al filozofiei carteziene, proclamând gândirea ca dovadă unică a existenței.                                                                                  |
| coitus interruptus                                           | Coit (contact sexual) intrerupt                                                              | |
| Combinatio nova                                              | combinație nouă                                                                              | Este folosit în literatura de biologie taxonomică când este introdus un nume nou pe baza unui nume preexistent. |
| concedo                                                      | consimt                                                                                      | |
| Concordia civium murus urbium.                               | Armonia dintre cetățeni, este zidul orașelor.                                                | |
| Concordia parvae res crescunt, discordia maximae dilabuntur. | Concordia mărește valoarea lucrurilor mici, discordia năruie și valoarea celor mari.         | Sallustius, Viața lui Iugurtha (10, 6). |
| conditio sine qua non                                        | condiția necesară                                                                            | |
| confer (cf.)                                                 | compară                                                                                      | |
| Consummatum est                                              | S-a sfârșit                                                                                  | |
| contradictio in terminis                                     | contradicție în termeni                                                                      | |
| contra bonos mores                                           | contra bunelor moravuri                                                                      | |
| Copia verborum                                               | Ușurință, bogăție în exprimare                                                               | |
| Coram populo (publico)                                       | În public, pe față.                                                                          | |
| Corpus delicti                                               | corpul delict                                                                                | Dovada materială a faptei. |
| Corruptio optimi pessima.                                    | Coruperea lucrurilor celor mai bune este lucrul cel mai rău.                                 | Inițial s-a referit la religie care a devenit intolerantă sau la poezie, deturnată de la scopurile ei înalte. Acum se referă, de exemplu, la invenții ale geniului uman, utilizate în scop negativ. |
| Corruptissima re publica plurimae leges                      | Statul cel mai corupt are și cele mai multe legi.                                            | Tacitus, (Annale, III, 27) |
| Creatio ex nihilo                                            | crearea din nimic                                                                            | Un concept despre creație, adesea folosit într-un context teologic sau filozofic. De asemenea, cunoscut sub numele de "Prima cauza" argument în filosofia de religie. În contrast cu creatio ex materia. |
| Credo quia absurdum                                          | Cred, pentru că e absurd                                                                     | Aforism derivat de la Tertulian, Este cert pentru că este imposibil (credo quia impossibile). |
| Credo ut intelligam                                          | Cred pentru ca să pot înțelege                                                               | Idee-cheie formulată de Augustin din Hippona. |
| Cui bono?                                                    | Cui îi folosește?                                                                            | (la anchetarea unui act criminal, pentru descoperirea culpabilului) (Cassius) Cuvinte atribuite judecătorului Lucius Cassius Pedanius care a dat dispoziție să se cerceteze cui îi trebuise un asasinat. Vezi și Cui prodest?.                                                                              |
| Cui prodest?                                                 | Cine profită?                                                                                | vezi și Cui bono?. |
| Cuius regio, eius religio                                    | Religia stăpânului, religia supusului.                                                       | |
| Cuique suum                                                  | Fiecăruia al său.                                                                            | |
| Cum grano salis                                              | cu un graunte de sare                                                                        | A considera o situație/afirmație cu suspiciune. |
| Cum laude                                                    | cu laude                                                                                     | Cu distincție. Diplomă universitară. |
| Cum tempore (c.t.)                                           | 1/4 oră după timpul dat (sfertul de oră academic)                                            | |
| Cura te ipsum                                                | Vindecă-te singur.                                                                           | |
| Cura, ut valeas                                              | Ai grijă de tine.                                                                            | |
| Curriculum vitae                                             | cursul vieții                                                                                | (Auto)biografie. |
| Consuetudinis vis magna est                                  | Forța obiceiului este mare.                                                                  | |
| Consuetudo quasi altera natura (est)                         | (Cicero) - Obiceiul este altă natură (a doua natură).                                        | |
| Contraria contrariis curantur                                | Contrariile (medicamentele cu efecte contrarii) vindecă manifestările (simptomele) contrarii | (Baza terapiei clasice, allopate). |
| Contra vim mortis non est medicamen in hortis                | Nu există medicament împotriva puterii morții.                                               | |
| Credendo vides                                               | Crezând, vei ajunge să vezi                                                                  | |

## D
| Latină                                                | Traducere | Note |
| ----------------------------------------------------- | --- | --- |
| datum (dat.)                                          | data | |
| de facto                                              | de fapt | |
| De gustibus et coloribus, non disputandum.            | (Seneca) - Gusturile și culorile nu se discută.                                                                                       | Altă formă: De gustibus non disputandum est. |
| Dei gratia                                            | prin harul lui Dumnezeu | Formulă folosită în titulatura episcopilor, iar mai târziu în titulatura Papei. |
| de jure                                               | de drept | |
| delirium tremens                                      | delir care produce tremurături (ale corpului)                                                                                         | Expresie care denumește starea de criză care apare la alcoolicii cronici. |
| Dementis nulla est voluntas.                          | Nebunul nu are voință. | Persoana pusă sub interdicție nu poate să încheie un act juridic pentru ca nu are discernământ. Alte forme: Furiosi nulla voluntas est; Furiosus nullum negotium agere potest, quia non intelligit quid agit. |
| de novo                                               | făcut nou | |
| Deo optimo maximo                                     | Zeului celui mai bun și celui mai mare.                                                                                               | Formulă de dedicație lui Iupiter de pe inscripțiile votive romane. |
| deleatur (del.)                                       | îndepărtează, șterge (la corecturi)                                                                                                   | |
| De minimis non curat praetor.                         | Pretorul nu se ocupă de treburile mărunte.                                                                                            | Vezi: Aquila non capit muscas. |
| doctor (Dr.)                                          | doctor | |
| doctor honoris causa (Dr.h.c.)                        | doctor de onoare | |
| doctor juris (Dr.jur.)                                | doctor în Drept | |
| doctor medicinae (Dr.med.)                            | doctor în Medicină | |
| Doctor philosophiae (Dr.phil.)                        | doctor în Filosofie | |
| Doctor rerum naturalium (D.rer.nat.)                  | doctor în Științe naturale | |
| Doctor rerum politicarum (Dr.rer.pol.)                | doctor în Științe politice | |
| Doctor theologiae (Dr.theol.)                         | doctor în Teologie | |
| De mortuis nil nisi bene                              | Despre cei morți (vorbește) numai de bine.                                                                                            | |
| Decet imperatorem stantem mori                        | Un împărat se cuvine să moară in picioare (maximă atribuită împăratului roman Vespasian și semnifică înfruntarea demnă a destinului). | |
| Deo gratias!                                          | Să mulțumim Domnului! | |
| De omnibus dubitandum est                             | Totul trebuie pus sub semnul îndoielii.                                                                                               | |
| Deus ex machina                                       | Zeul ieșind din mașinărie | Argument inventat (referire la unele piese de teatru în care deznodământul este forțat prin apariția unui zeu adus pe scenă printr-un dispozitiv mecanic) .                                                   |
| Dictum, factum                                        | Zis și făcut. | |
| Dictum meum pactum                                    | Cuvântul meu este pact. | |
| Difficile est satiram non scribere                    | (Juvenal) - E greu să nu scrii satire (în anumite împrejurări).                                                                       | |
| Dimidium facti qui coepit habet: sapere aude, incipe. | Cel care a început, are lucrul pe jumătate făcut: îndraznește să știi, începe!                                                        | Horațiu |
| Divide et impera                                      | (sau Divide ut regnes) - Dezbină și stăpânește.                                                                                       | |
| Docendo discimus                                      | Învățând pe alții, învățăm și noi. | |
| Doctus cum libro                                      | Savant cu cartea. | |
| Domi suae quilibet rex                                | La el acasă, oricine e rege. | |
| Dominus vobiscum!                                     | Dumnezeu cu voi! | |
| Do (tibi), ut des                                     | Îți dau (ceva), pentru ca și tu să-mi dai.                                                                                            | |
| Doscendo discimus                                     | Învățând pe alții, învățăm și noi | (prin transmitere, cunoștințele noastre se consolidează, se îmbogățesc). |
| Dubito ergo cogito, cogito ergo sum                   | Mă îndoiesc, deci cuget; cuget, deci exist.                                                                                           | |
| Ducunt volentem fata, nolentem trahunt                | Soarta îl conduce pe cel care vrea să se lase ghidat, îl trage pe cel care nu vrea.                                                   | |
| Dulce bellum inexpertis.                              | Războiul e dulce pentru cei care nu l-au trăit. (Pindar, Fragmente 110,109)                                                           | Fraza este și tiltul unui studiu anti-război al lui Erasmus din Rotterdam. |
| Dulce et decorum est pro patria mori                  | Este plăcut și frumos să mori pentru patrie. (Horațiu, „Ode”, III, 2, 13)                                                             | Îndemn adresat tineretului de a urma exemplele de vitejie ale strămoșilor. |
| Dum excusare credis, accusas.                         | Când cineva crede că se scuză, se acuză (cel ce se scuză, se acuză).                                                                  | Ieronim din Stridon |
| Dum ferrum candet, tundendum                          | Bate fierul cât e cald! | |
| Dum spiro, spero                                      | Cât timp respir, sper. | |
| Duobus ligitandibus tertius gaudet                    | Când doi se ceartă, al treilea se bucură (câștigă).                                                                                   | |
| Dura lex, sed lex                                     | Legea e dură, dar e lege. | Adagiu din dreptul roman, care exprimă caracterul obligatoriu al legii, oricât de aspră ar fi. |
| Dura necessitas                                       | Necesitate dură. | |

## E
| Latină                                         | Traducere                                                                                     | Note |
| ---------------------------------------------- | --------------------------------------------------------------------------------------------- | --- |
| Ecce Homo                                      | Iată Omul                                                                                     | Exclamația lui Pilat arătând mulțimii pe Iisus cu coroana de spini pe cap. |
| erga omnes                                     | față de toți                                                                                  | Adresat tuturor, fără discriminare |
| ergo                                           | deci                                                                                          | În limbaj scolastic preceda concluzia unui raționament logic. (cogito ergo sum) |
| errare humanum est, sed perseverare diabolicum | a greși este omeneste, dar a persista (în greșeală) este diabolic                             | Expresie care provine de la Seneca |
| et caetera (etc.)                              | și celelalte, și așa mai departe                                                              | |
| emeritus (em.)                                 | emeritat, pensionat                                                                           | |
| ens causa sui                                  | existent prin sine însuși                                                                     | |
| eo ipso                                        | tocmai de aceea                                                                               | |
| esse est percipi                               | a fi înseamnă a fi perceput                                                                   | Formulă aplicată de George Berkeley lucrurilor sensibile. |
| Et quorum pars magna fui.                      | Și în acestea am avut rol însemnat – Vergiliu, „Eneida”, II, 6.                               | Astfel începe Enea relatarea Războiului troian. Cuvintele indică participarea totală a unei persoane la frământările epocii.                                                                           |
| ex abrupto                                     | deodată, brusc                                                                                | Procedeu retoric, o expunere fără introducere, direct la chestiune. |
| ex aequo                                       | în mod egal                                                                                   | Cotă cuvenită din împărțirea în mod egal. |
| ex libris meis                                 | din cărțile mele                                                                              | Formulă pe care unii o folosesc să o scrie pe cărțile din bibliotecă. |
| ex silentio                                    | din tăcere                                                                                    | Tragerea concluziei din tăcerea adversarului. |
| Ex tempore                                     | pe dată                                                                                       | Imediat, pe loc, fără pregătire prealabilă. |
| exempli causa, (gratia) (e.c.) sau (e.g.)      | pentru exemplificare                                                                          | |
| expressis verbis                               | cu cuvinte clare                                                                              | În termeni clari și autentici. Expresie folosită de juriști. |
| E fructu arbor cognoscitur                     | Arborele se cunoaște după fructe.                                                             | |
| Edere oportet, ut vivas, non vivere ut edas    | (Cicero) - Trebuie să mănânci ca să trăiești, nu să trăiești ca să mănânci.                   | |
| Ego sum qui sum                                | Eu sunt cel ce sunt.                                                                          | |
| Ejusdem farinae                                | Cei de aceeași teapă                                                                          | |
| Ergo bibamus!                                  | (Goethe) - Deci, să bem!                                                                      | |
| Eripitur persona, manet res                    | Persoana piere, lucrul rămâne                                                                 | (opera supraviețuiește întotdeauna creatorului ei). |
| Eritis sicut deus scientes bonum et malum      | Veți fi asemenea lui Dumnezeu cunoscând binele și răul.                                       | |
| Errare humanum est sed perseverare diabolicum  | A greși e omenesc, dar a persevera (în greșeli) este diabolic. (Seneca, Controversiae, IV, 3) | Adagiul se găsește și în Antigona lui Sofocle. |
| Esse quam videri malim                         | Prefer să fiu, decât să par.                                                                  | |
| Est modus in rebus                             | (Horațiu) - Este o măsură în lucruri.                                                         | |
| Et in Arcadia ego                              | Și eu am trăit în Arcadia.                                                                    | Acesta este epigraful unui tablou celebru al pictorului francez Nicolas Poussin. Arcadia legendară este ținutul vieții idilice, patriarhale. Expresia mărturisește nostalgia după o fericire pierdută. |
| Etiamsi omnes, sed non ego                     | Chiar dacă toți, eu nu.                                                                       | |
| Et tu, Brute?                                  | (Caesar) - Și tu, (fiul meu) Brutus?                                                          | |
| Ex auribus sognoscitur asinus                  | Măgarul se cunoaște după urechi.                                                              | |
| Es duobus malis minus est eligendum            | Din două rele, alege pe cel mai puțin rău.                                                    | |
| Exegi monumentum aere perennius                | Am înălțat un monument mai durabil ca bronzul. (Horațiu, Ode)                                 | Recunoaștere conștientă a unei strădanii merituoase, a unei munci asidue săvîrșite cu succes, |
| Ex nihilo, nihil                               | (Lucrețiu) - Din nimic, nu se creează nimic                                                   | |
| Exceptis excipiendis                           | Exceptând ce este de exceptat.                                                                | |
| Exceptio confirmat regulam                     | Excepția confirmă regula.                                                                     | |
| Ex nunc                                        | Pentru viitor.                                                                                | |
| Ex oriente lux                                 | Lumina vine de la răsărit.                                                                    | |
| Ex ossibus ultor                               | Din mormânt se ridică răzbunătorul.                                                           | |
| Experientia est optima rerum magistra          | Experiența este în toate lucrurile cel mai bun învățător.                                     | |
| Experimentum crucis                            | Experiență crucială                                                                           | Experiență care permite să se determine dacă o ipoteză sau o teorie particulară este mai bună decât toate celelalte acceptate de comunitatea științifică.                                              |
| Extra ecclesiam nulla salus                    | Nu există mântuire în afara bisericii.                                                        | |
| Ex tunc                                        | Pentru trecut.                                                                                | |

## F
| Latină                                                                                               | Traducere                                                                | Note |
| --- | ------------------------------------------------------------------------ | --- |
| Fabas indulcet fames.                                                                                | Foamea îndulcește fasolea.                                               | Foamea este cel mai bun bucătar. |
| Facile dictu, difficile factu                                                                        | Ușor de zis, greu de făcut.                                              | |
| Fama nihil est celerius                                                                              | (Ovidiu) - Nimic nu este mai rapid ca zvonul.                            | |
| Fames est optimus coquus                                                                             | Foamea e cel mai bun bucătar.                                            | |
| favente linguis!                                                                                     | păziți-vă limbile!                                                       | Formulă de cult a preoților romani, liniște, nu tulburați solemnitatea!. |
| Felix, cui potuit rerum cognoscere causas                                                            | (Virgiliu) - Fericit cel ce poate cunoaște cauza (ascunsă) a lucrurilor. | |
| Festina lente⁠(en)[traduceți]                                                                         | Grăbește-te încet!                                                       | Expresia, care se află și în Thesmophoria lui Aristofan, era una din maximele favorite ale lui Octavianus Augustus. |
| Fiat justitia, et pereat mundus                                                                      | (Johannes Manlius) - Să se facă dreptate, de-ar fi să piară lumea.       | |
| Fiat lux!                                                                                            | Să se facă lumină!                                                       | |
| Fiat voluntas tua!                                                                                   | Facă-se voia ta!                                                         | |
| Finis coronat opus                                                                                   | Sfârșitul încoronează opera.                                             | |
| Flagrante delicto                                                                                    | În flagrant delict.                                                      | |
| Floruit                                                                                              | a înflorit, a fost productiv                                             | Se folosește în texte postclasice pentru a arăta perioada de activitate a unei persoane, școli sau mișcări atunci când nu sunt cunoscute datele nașterii și decesului sau datele înființării și desființării.                                                                                    |
| Fluctuat nec mergitur                                                                                | Plutește, dar nu se scufundă.                                            | Deviza orașului Paris, capitala Franței. |
| folio                                                                                                | pagină                                                                   | |
| Fortes fortuna (ad)juvat                                                                             | Norocul favorizează pe cel puternic/curajos.                             | Terențiu, „Phormio”, act. I, scena 4, 25. Variantă: Audaces fortuna juvat |
| Fortuna cæca est                                                                                     | (Cicero) - Norocul este orb                                              | |
| Fortuna labilis                                                                                      | „norocul instabil” sau „soarta schimbătoare”                             | Expresia este un memento al fragilității și incertitudinii vieții și exprimă faptul că succesul sau norocul cuiva poate dispărea la fel de repede cum a venit: „Fortuna labilis, eademque potens, mentes nostras ludificat” – „Soarta instabilă, dar totodată puternică, ne joacă mereu mintea.” |
| Fortuna multis dat nimium, satis nulli                                                               | (Martial) - Norocul dă multora prea mult, nu satură însă pe nimeni.      | |
| Frustra laborat, qui omnibus placere studet                                                          | Degeaba te ostenești să fi tuturor pe plac.                              | |
| Frustra vivit, qui nemini prodest                                                                    | Traieste degeaba acela care nu face altora bine.                         | |
| Fugit irreparabile tempus                                                                            | (Virgiliu) - Trecerea timpului este ireversibilă.                        | |
| Fundamentum est justitiæ fides.                                                                      | Conștiința stă la baza justiției. – Cicero, „De officiis”, I, 7, 23.     | Fundamentul justiției este buna-credință, adică fidelitatea și adevărul față de cele spuse și convenite. |
| Furiosi nulla voluntas est.sau Furiosus nullum negotium agere potest, quia non intelligit quid agit. |                                                                          | Vezi: Dementis nulla est voluntas. |
| Furor poeticus                                                                                       | delirul poetic                                                           | Starea poetului în momentul creației. |

## G
| Latină                                        | Traducere                                                                           | Note                                                                            |
| --------------------------------------------- | ----------------------------------------------------------------------------------- | ------------------------------------------------------------------------------- |
| Gaudeamus igitur                              | să ne bucurăm, așadar                                                               | Începutul imnului studențesc adoptat în apropape toate universitățile europene. |
| grosso modo                                   | în linii mari                                                                       |                                                                                 |
| Gloria victis!                                | Glorie victimei!                                                                    | (vezi și Væ victis!).                                                           |
| Gravissimum est imperium consuetudinis        | Este foarte gravă puterea obișnuinței.                                              |                                                                                 |
| Gutta cavat lapidem, non vi, sed sæpe cadendo | (Ovidiu) - Picătura face o gaură în piatră, nu prin forță, ci prin cădere repetată. |                                                                                 |

## H
| Latină                                                | Traducere                                                                                | Note |
| ----------------------------------------------------- | ---------------------------------------------------------------------------------------- | --- |
| habeas corpus                                         | Să păstrezi corpul.                                                                      | Drept prin care o persoană poate reclama o detenție ilegală în fața unei instanțe. |
| Habemus papam!                                        | Avem (un) papă!                                                                          | Formulă ceremonială cu care cardinalul protodiacon anunță alegerea unui nou papă de către conclav. |
| Habent sua fata libelli                               | (Terentianus Maurus) - Cărțile își au destinul lor.                                      | |
| Hannibal ad portas                                    | Hannibal înaintea porților (pericol iminent!).                                           | |
| hic et nunc!                                          | aici și acum!                                                                            | |
| hic et ubique (terrarum)                              | aici și peste tot (pe pământ)                                                            | |
| Hic Rhodus, hic salta                                 | Aici e Rhodos, aici sari! (cu înțelesul invitației de a-și dovedi pe loc aptitudinile)   | |
| Hoc volo, sic iubeo, sit pro ratione voluntas         | (Juvenal) - Așa vreau, așa ordon, voința să fie în serviciul rațiunii ("pentru rațiune") | |
| Hodie mihi, cras tibi                                 | Azi pentru mine, mâine pentru tine (nimeni nu e ferit de loviturile soartei).            | |
| Homines quo plura habent, eo ampliora cupiunt         | (Justinian) - Omul, cu cât are mai mult, cu atât își dorește și mai mult.                | |
| Homo homini lupus (est)                               | (Plaut) - Omul este un lup pentru om.                                                    | |
| Homo naturaliter animal sociale                       | Omul prin natură este un animal social.                                                  | |
| Homo proponit, sed Deus disponit                      | Omul propune, Dumnezeu dispune.                                                          | |
| Homo sum, humani nihil a me alienum puto              | (Terențiu) - Om sunt și nimic din cele omenești nu-mi este străin.                       | Expresia a fost scrisă de dramaturgul Terențiu în Heautontimorumenos⁠(d) și subliniază ideea empatiei și a solidarității umane, sugerând că fiecare persoană ar trebui să se poată identifica cu experiențele și trăirile altor oameni, deoarece toți împărtășesc aceeași natură umană⁠(d). |
| Honeste vivere, neminem laedere, suum cuique tribuere | Trăiește cinstit, nu vătăma pe nimeni, dă fiecăruia ceea ce-i aparține.                  | |
| honoris causa                                         | onorific                                                                                 | |
| horribile dictu                                       | îngrozitor de spus                                                                       | |
| hujus anni (h.a.)                                     | în acest an                                                                              | |

## I - J
| Latină                                                                             | Traducere                                                                                         | Note |
| ---------------------------------------------------------------------------------- | ------------------------------------------------------------------------------------------------- | --- |
| Ibidem (ib.)                                                                       | tot acolo                                                                                         | |
| Id est (i.e.)                                                                      | adică                                                                                             | |
| Idem (id.)                                                                         | același, la fel                                                                                   | |
| Iesus Nazarenus Rex Iudaeorum (I.N.R.I.)                                           | Isus Nazarineanul Regele Iudeilor                                                                 | Textul în latină impus de Pilat din Pont să fie așezat crucea Mântuitorului, împreună cu textele similare în grecește și evreiește.                                                                    |
| Ignoramus et ignorabimus                                                           | Nu știm și nu vom ști (niciodată).                                                                | |
| Ignorabimus                                                                        | nu vom ști                                                                                        | Formulă care exprimă doctrina agnosticismului, pusă în circulație de germanul Emile Du Bois-Reymond în 1872.                                                                                           |
| Ignorantia iuris nocet                                                             | Ignorarea justiției dăunează.                                                                     | |
| Ignorantia juris non excusat                                                       | Necunoașterea nu scutește de respectarea legii                                                    | Principiu conform căruia necunoașterea legilor nu servește drept scuză. |
| Ignorantia legem non excusat                                                       | Ignoranța nu scuză încălcarea legii.                                                              | |
| Ignoti nulla cupido                                                                | Necunoscutul nu tentează.                                                                         | |
| Imago mundi                                                                        | imaginea lumii                                                                                    | Veche denumire a hărților și descrierilor geografice care dădeau o imagine a lumii cunoscute de atunci.                                                                                                |
| In abstracto                                                                       | în abstract                                                                                       | Făcînd abstarcție de la realitate sau de la o situație concretă. |
| Incertae sedis                                                                     | plasare necunoscută                                                                               | Este un termen utilizat pentru a defini un grup taxonomic în cadrul căruia relațiile taxonomice largi sunt necunoscute sau greu de definit.                                                            |
| in contumaciam                                                                     | în absență                                                                                        | |
| in extenso                                                                         | pe larg                                                                                           | Formulă care arată că o anumită expunere a fost reprodusă în întregime. |
| in extremis                                                                        | în ultimele momente                                                                               | În ultimul moment, cînd nu se mai poate altfel. |
| in flagranti                                                                       | asupra faptului                                                                                   | |
| in illo tempore                                                                    | în acea vreme                                                                                     | Termen consacrat de Mircea Eliade pentru a denumi timpul mitic (Marele Timp) în care zeii au creat lumea.                                                                                              |
| in infinitum                                                                       | la nesfârșit                                                                                      | |
| in medias res                                                                      | în mijlocul lucrurilor                                                                            | Formulă care provine de la Horațiu în Ars poetica adresîndu-se tinerilor scriitori. În esență, în miez.                                                                                                |
| in memoriam                                                                        | în memoria                                                                                        | Echivalent cu "în memoria lui...", referindu-se la reamintirea sau în onoarea unei persoane decedate.                                                                                                  |
| in nuce                                                                            | într-o nucă                                                                                       | Comprimat pînă la a putea încăpea într-o coajă de nucă. În miniatură, în formă redusă. |
| in propria persona                                                                 | în persoană                                                                                       | Se referă la faptul de a acționa în nume propriu, fără reprezentare sau intermediere sau că o persoană acționează în mod independent și că este responsabilă pentru propriile sale acțiuni și decizii. |
| in situ                                                                            | la locul (originar)                                                                               | Despre monumentele arheologice, așa cum au fost găsite pe teren, nu cum apar în muzeu într-o așezare artificială.                                                                                      |
| in spe                                                                             | (este) de așteptat                                                                                | În perspectivă, după cum se speră, probabil, posibil. |
| in statu nascendi                                                                  | în stare de naștere                                                                               | Formulă folosită în limbajul alchimiștilor medievali; precesul obținerii unei substanțe este în curs.                                                                                                  |
| Inter arma silent leges/ musæ⁠(en)[traduceți]                                       | Pe timp de război legile/ muzele tac. (Cicero, „Pro Milone”, IV, 10)                              | Vremurile tulburi nu sunt prielnice echității și dezvoltării artelor și științei. |
| in vitro                                                                           | în sticlă                                                                                         | În eprubetă, în laborator. |
| incognito                                                                          | fără să fie cunoscut                                                                              | Fără să se știe cine este. Se folosește mai ales în expresii ca „a călători incognito” referindu-se la călătoria sub nume fictiv.                                                                      |
| ipse dixit                                                                         | așa a spus el                                                                                     | Răspunsul dat de elevii lui Pitagora, cînd cu ocazia expunerilor publice erau întrebați de ce este așa. Invocarea autorității în materie (argumentum ad verecunndiam).                                 |
| ipse fecit (i.f.)                                                                  | făcut singur                                                                                      | Fără ajutor |
| ipso facto                                                                         | prin însuși faptul                                                                                | Expresie folosită în argumentări și se referă la raportul de implicație între două fapte. Vezi eo ipso.                                                                                                |
| Iacta alea est                                                                     | (Caesar) - Zarul este aruncat (riscul este acceptat).                                             | |
| Incredibile dictu                                                                  | Incredibil de zis.                                                                                | |
| In dubio pro reo                                                                   | În caz de dubiu, (decizie) în favoarea acuzatului.                                                | |
| In hoc signo vinces                                                                | Cu acest semn vei învinge.                                                                        | Constantin I a adoptat această frază ca motto după viziunea sa cu Monograma lui Isus Hristos pe cer, înainte de bătălia de la Podul Milvius împotriva lui Maxentius, la data de 12 octombrie 312.      |
| In medio stat virtus                                                               | Virtutea este (totdeauna) la mijloc.                                                              | |
| In patria natus non est propheta vocatus                                           | Nimeni nu este profet în țara lui.                                                                | |
| In saecula saeculorum                                                              | În vecii vecilor.                                                                                 | |
| Inter arma silent leges (musae)                                                    | (Cicero) - În timpul războiului, legile (muzele) tac.                                             | |
| Inter malleum et incudem                                                           | Între ciocan și nicovală.                                                                         | |
| In varietate concordia                                                             | Unitate în diversitate                                                                            | Deviza Uniunii Europene. |
| In vino veritas                                                                    | Adevărul este în vin.                                                                             | În sensul: Oamenii beți spun adevărul. |
| Invitat culpam qui delictum præterit.                                              | Cine trece cu vederea o greșeală, îndeamnă la o fărădelege.                                       | Publilius Syrus, „Sententiæ”, 269. |
| Ipsa scientia potestas est.                                                        | Cunoașterea (Informația) înseamnă putere.                                                         | Francis Bacon, Meditationes Sacrae. |
| Ipsi                                                                               | Insuși magistrul (persoana cu autoritate) a spus!                                                 | |
| Iracundiam qui vincit, hostem superat maximum                                      | Cel ce-și stăpânește mânia, învinge pe cel mai mare dușman.                                       | |
| Is fecit, cui prodest                                                              | Făcut de cel care profită de el.                                                                  | |
| iudicium rescindens                                                                | judecarea cererii de revizuire                                                                    | Termen juridic. |
| iudicium rescinssorium                                                             | rejudecarea cauzei în fond                                                                        | Termen juridic. |
| Iunctis (junctis) viribus                                                          | Unirea face forța.                                                                                | |
| Jura novit curia                                                                   | Curtea cunoaște legea.                                                                            | Presupunerea conform căreia judecătorul cunoaște legea. |
| Iurare (jurare) in verba magistri                                                  | Jură pe cuvintele unui profesor.                                                                  | |
| Iurus praecepta sunt: haec: honeste vivere, neminem laedere, suum cuique tribuere. | Preceptele dreptului sunt: a trăi cinstit, a nu vătăma pe nimeni, a da fiecăruia ce-i al său      | Precepte fundamentale de drept roman, formulate de Ulpian. |
| Juris et de jure                                                                   | după instanță și după lege                                                                        | Expresie juridică ce exprimă faptul că o prezumpție are caracter absolut și deci nu poate fi combătută de probe contrarii.                                                                             |
| juris tantum                                                                       | legal și nimic mai mult                                                                           | Formulă care indică faptul că o prezumție care poate fi combătută de proba contrarie. |
| Jus est ars boni et aequi                                                          | Justiția este arta binelui și a echității.                                                        | |
| jus soli                                                                           | dreptul pământului                                                                                | Stabilirea naționalității se face în funcție de locul de naștere al cetățeanului. |
| Justitia nihil expetit praemii                                                     | (Cicero) - Dreptatea nu așteaptă răsplată. Litera j notează semivocala corespunzătoare vocalei i. | |

## L
| Latină                                                  | Traducere                                                                          | Note |
| ------------------------------------------------------- | ---------------------------------------------------------------------------------- | --- |
| Labor omnia vincit improbus                             | (Virgiliu) - Munca stăruitoare biruie toate.                                       | |
| Laborare est orare                                      | Lucrul este o rugăciune.                                                           | |
| Lapis philosophorum                                     | Piatra filozofală (cu ajutorul căreia orice metal ar putea fi transformat în aur). | Substanță ipotetică a alchimiștilor medievali care are proprietatea ca în unire cu anumite metale să se obțină aurul. Se presupune a fi de culoare roșie. |
| Laudetur Iesus Christus! / Laudetur Jesus Christus!     | Lăudat să fie Isus Cristos! / Lăudat să fie Isus Hristos!                          | Salut între creștinii catolici. Răspunsul este: In aeternum! Amen. / In secula! Amen. (În română: „În vecii vecilor! Amin.” / „În veci! Amin.”)           |
| lege artis⁠(de)[traduceți]                               | după legea artei                                                                   | Se referă la a lucra ceva fără greșeală, perfect. |
| Lex neminem cogit ad impossibila                        | Legea nu constrânge pe nimeni să facă imposibilul.                                 | |
| Libertas est potestas faciendi id quod jure licet       | Libertatea înseamnă să poți face ceea ce îți permite legea.                        | |
| licentia poetica                                        | licență poetică                                                                    | Dreptul poetului de a folosi mijloace specifice de redare.                                                                                                |
| Litterae scripta manet, volant irrevocabile verbum      | Ce e scris rămâne, vorbele zboară irevocabil.                                      | |
| loco citato (l.c.)                                      | la locul citat                                                                     | |
| loco tipico                                             | la locul tipic, obișnuit                                                           | |
| Longum iter est per praecepta, breve et efficax exempla | (Seneca) - Lung este drumul cu reguli, scurt și eficient prin exemple.             | |
| lorem ipsum                                             | —                                                                                  | |
| Lupus in fabula                                         | lupul în povestire                                                                 | Dicton echivalent cu proverbul „vorbeam de lup și lupul la ușă”.                                                                                          |
| Lupus pilum mutat, non mentem                           | Lupu-și schimbă părul, dar năravul, ba!                                            | |

## M
| Latină                                     | Traducere                                                                         | Note |
| ------------------------------------------ | --------------------------------------------------------------------------------- | --- |
| Magister ludi                              | Învățătorul școlii.                                                               | Cel care se ocupă de instruirea copiilor |
| Magna cum laude                            | Cu deosebită laudă, distincție (mențiune pe diplomele de doctorat).               | Expresie comună de apreciere, de onoare. La decernarea diplomei de doctor, există de obicei patru calificative posibile: rite (suficient); cum laude (bine); magna cum laude (foarte bine); summa cum laude (excepțional). |
| Malum consilium quod mutari non potest.    | E prost planul care nu poate fi schimbat.                                         | Publilius Syrus |
| Malum quidem nullum esse sine aliquo bono. | Nu exista rău care să nu aiba și ceva bun. (Plinius cel Bătrân)                   | Speranța trebuie păstrată în orice situație. |
| manu propria (m.pr.)                       | cu propria mână                                                                   | Formulă pentru a confirma autenticitatea semnăturii. |
| Manus manum lavat                          | Mâna spală mâna                                                                   | O mână spală pe alta. |
| Margaritas ante porcos                     | (Nu dați) mărgăritare porcilor.                                                   | |
| maximum (max.)                             | maximal                                                                           | |
| mea culpa                                  | din vina mea                                                                      | Formulă canonică de mărturisire. Astăzi, formulă prin care se cere scuze, autocritică. |
| memento mori                               | nu uita că vei muri                                                               | Amintește de nimicnicia omului. Titlul unei poezii de Mihai Eminescu. |
| mensis currentis (m.c.)                    | în luna în curs                                                                   | |
| minimum (min.)                             | minimal                                                                           | |
| Miseram pacem vel bello bene mutari.       | Chiar și războiul e preferabil unei păci mizerabile. – Tacit, „Annales”, III, 44. | |
| modus operandi                             | mod de a acționa                                                                  | Terminologie scolastică. Astăzi, folosit pentru a descrie metode ale infractorilor. |
| modus ponens                               | mod care afirmă                                                                   | Raționament conform căruia: dacă p, atunci q. Dar p. Deci, q. |
| modus tollens                              | mod care neagă                                                                    | Raționament conform căruia: dacă p, atunci q. Dar nu q. Deci, nu p. |
| modus vivendi                              | mod de a trăi                                                                     | |
| Medicus curat, natura sanat                | Medicul îngrijește, natura însănătoșește.                                         | |
| Memento mori                               | Adu-ți aminte că vei muri.                                                        | |
| Mendacem memorem esse oportet              | (Quintilian) - Mincinosul trebuie să aibă memorie bună.                           | |
| Mens agitat molem                          | (Virgiliu) - Mintea agită (mișcă) masele.                                         | |
| Mens sana in corpore sano                  | (Juvenal) - Minte sănătoasă în corp sănătos.                                      | |
| Minima de malis                            | Din atâtea rele (alege) pe cel mai puțin rău.                                     | |
| Modus vivendi                              | Mod de a trăi.                                                                    | |
| mores maiorum                              | moravurile bătrânilor                                                             | |
| Mors naturæ finis est, non pœna.           | Moartea este sfârșitul firesc, nu o pedeapsă – Cicero, „Pro Milone”, 37, 101.     | |
| Mors ultima ratio                          | Moartea este rațiunea finală.                                                     | |
| Mortuo leoni et lepores insultant          | Pe leul mort îl insultă chiar și iepurii.                                         | |
| Multi sunt vocati, pauci vero electi       | Mulți chemați, puțini aleși.                                                      | |
| multum in parvo                            | mult în puțin                                                                     | Percept al lui Pitagora: „nu spuneți puțin în multe cuvinte, ci mult în puține cuvinte”. |
| Multum, non multa                          | Mult, nu multe (În sensul de: "Mai bine puțin și bun, decât mult și prost").      | |
| Mutatis mutandis                           | Schimbând ce este de schimbat.                                                    | |

## N
| Latină                                                        | Traducere                                                                                | Note |  |
| ------------------------------------------------------------- | ---------------------------------------------------------------------------------------- | --- |  |
| Nascuntur poetae, fiunt oratores                              | (Cicero) - Poeții se nasc, oratorii se formează.                                         | |  |
| Natura non facit saltus                                       | Linné - Natura nu face salturi.                                                          | |  |
| Naturalia non sunt turpia                                     | (Necesitățile) naturale nu sunt rușinoase.                                               | |  |
| Natura abhorret a vacuo                                       | Natura are oroare de vid.                                                                | Frază atribuită lui René Descartes.. Explicație a faptului că un lichid urcă într-un tub vidat, înaintea descoperirii presiunii atmosferice |  |
| Ne bis in idem (sau Non bis in idem)                          | Nu de două ori pentru același lucru.                                                     | Principiu juridic fundamental, care interzice ca o persoană să fie judecată sau pedepsită de două ori pentru aceeași infracțiune sau faptă. |  |
| ne quid nimis!                                                | nimic prea mult                                                                          | Inscripție la intrarea în templul lui Apollo din Delphi. Versiunea latină este a lui Terențiu. |  |
| Necessitas non habet legem.                                   | Necesitatea nu are lege.                                                                 | Adagiu din dreptul roman, utilizat ca argument suprem în cazuri de forță majoră, dar și pentru a justifica arbitrarul. |  |
| Nec Hercules contra plures                                    | Nu este un Hercule cine luptă cu o droaie.                                               | |  |
| nec plus ultra                                                | și nu mai mult dincolo                                                                   | Pînă aici: dincolo nu se mai poate! Inscripție care indică sfîrșitul pămîntului. Formula inițială nec plus ultra a fost vechea deviză a Spaniei. Se folosește și cu sensul de performanță maximă, record sportiv, capitol care încheie o lucrare, specialist de maximă competență.                                                 |  |
| Nemo ante mortem beatus est                                   | (Ovidiu) - Nimeni nu e fericit înainte de a muri.                                        | |  |
| Nemo censetur ignorare legem.                                 | Nimeni nu are voie să nu cunoască legea.                                                 | Adagiu din dreptul roman conforma căruia necunoașterea legii nu constituie o justificare a nerespectării ei. |  |
| Nemo sibi nascitur.                                           | Nimeni nu se naște doar pentru sine.                                                     | |  |
| Ne pisces natare docem                                        | Nu învățați peștii să înoate                                                             | Expresie referitoare la cei aroganți și suficienți, care pretind a le ști pe toate, încercând a demonstra până și peștilor cum să înoate. |  |
| Ne quid nimis                                                 | Nimic mai mult.                                                                          | |  |
| Ne sutor ultra crepidam!(Variantă: Sutor, ne ultra crepidam!) | Cizmarul să nu judece deasupra sandalei!                                                 | Când un cizmar i-a reproșat artistului Apelles că încălțămintea purtată de personajele dintr-un tablou al acestuia este prost realizată, Apelles nu a ezitat și a refăcut aceste detalii, urmând cu atenție sfaturile cizmarului. Dar când acesta a început să critice și picioarele personajelor, Apelles a dat celebrul răspuns. |  |
| nemo iudex in causa sua                                       | nimeni nu este judecător în propriul său proces                                          | Nu poți fi imparțial în judecarea propriei cauze |  |
| Nemo praesumitur malus nisi probetur                          | Nimeni nu este socotit vinovat dacă nu se dovedește (vinovăția).                         | Principiu de drept roman |  |
| nemo propheta in patria sua                                   | nimeni nu este profet în țara sa                                                         | Luca 4:24 |  |
| netto (ntto.)                                                 | netto (greutate netă)                                                                    | |  |
| Nihil est in intellectu, quod non fuerit prius in sensu       | (Toma de Aquino) - Nimic nu este în minte, care să nu fi fost mai întâi în simțuri.      | |  |
| Nihil lacrima citius arescit                                  | Nimic nu usucă mai repede ca o lacrimă.                                                  | |  |
| Nihil obstat                                                  | Nimic nu stă împotrivă.                                                                  | |  |
| Nihil sine numini                                             | Nimic fără dorință.                                                                      | |  |
| Nil tam difficile est, quin quaerendo investigari possiet     | (Terențiu) - Nimic nu este atât de greu, încât să nu poată fi clarificat prin cercetare. | |  |
| Nihil novi sub sole                                           | Nimic nou sub soare.                                                                     | |  |
| nihil obstat                                                  | nimic nu stă împotrivă                                                                   | Formulă folosită la Vatican care exprimă acordul cenzorului asupra publicațiilor oficiale. La figurat are sens de cale liberă. |  |
| Nihil sine Deo                                                | Nimic fără Dumnezeu                                                                      | Deviza familiei Hohenzollern pusă pe stema României. |  |
| Nil desperandum.                                              | Niciodată nu dispera.                                                                    | |  |
| Nil nocere!                                                   | (Cel puțin) să nu dăunezi în niciun caz (pacientului).                                   | |  |
| nolens, volens                                                | vrînd, nevrînd                                                                           | Uneori întălnit sub forma volens nolens sau aut nolens aut volens. Exprimă sentimentul necesității. |  |
| noli me tangere!                                              | nu mă atinge!                                                                            | Cuvintele lui Iisus către Maria Magdalena |  |
| noli turbare circulos meos                                    | nu tulbura cercurile mele                                                                | Cuvintele lui Arhimede adresate unui soldat roman ajuns în Siracuza. Arhimede studia niște figuri geometrice desenate pe nisip iar soldatul le-a stricat. |  |
| nolo contendere⁠(d)                                            | nu contest                                                                               | Expresie folosită în dreptul penal pentru a desemna o declarație a inculpatului în fața instanței prin care acesta nu contestă acuzațiile, dar nici nu recunoaște explicit vinovăția. |  |
| Non bis in idem                                               | Vezi Ne bis in idem.                                                                     | Vezi Ne bis in idem. |  |
| Non este princeps supra leges, sed leges supra principem.     | Nu conducătorul stă deasupra legilor, ci legile deasupra conducătorului.                 | Principiu atribuit lui Pliniu cel Tânăr, conform căruia toți oamenii, indiferent de rangul lor social, sunt datori să respecte legea. Vezi și: Caesar non supra grammaticos. |  |
| non liquet                                                    | nu este clar                                                                             | Expresie folosită de juriști și exprimă insuficiența probelor. Neclaritate, nesiguranța ideilor. |  |
| non multa, sed multum                                         | nu multe, ci mult                                                                        | Calitate, nu cantitate. Conținut bogat într-o expunere scurtă. Vezi multum in parvo. |  |
| non nova, sed nove                                            | nu lucruri noi, ci într-o formă nouă                                                     | Într-o parafrazare mult mai directă în limba română, s-ar putea formula prin Nimic nou sub soare. |  |
| non sequitur                                                  | nu decurge                                                                               | Expresie folosită atunci cînd concluzia este greșită, falsă. |  |
| nota bene (N.B.)                                              | ia aminte!                                                                               | Formulă prin care se atrage atenția asupra unui pasaj, a unei idei într-un text ori asupra corecturilor deosebite de tipar. |  |
| Nolens,volens                                                 | Vrând, nevrând!                                                                          | |  |
| Noli me tangere!                                              | Nu mă atinge!                                                                            | |  |
| Nomen est omen                                                | (Plautus) - Numele este un semn prevestitor.                                             | |  |
| Nomina (sunt) odiosa                                          | Evocarea numelui provoacă neplăceri.                                                     | |  |
| Non decet                                                     | Nu este permis (sau: Nu se face).                                                        | |  |
| Nondum amabam, et amare amabam                                | Nu am iubit, chiar dacă am învățat să iubesc.                                            | |  |
| Non licet bovi, quod licet Jovi                               | Nu este permis boului (oricui), ceea ce este permis lui Jupiter.                         | |  |
| Non multa, sed multum                                         | Nu multe, ci mult ("Mai bine puțin și bun, decât mult și prost").                        | |  |
| Non omnia possumus omnes                                      | Nimeni nu poate face orice.                                                              | |  |
| Non scholæ, sed vitæ discimus                                 | (Seneca) - Nu învățăm pentru școală, ci pentru viață.                                    | |  |
| Non ut edam vivo, sed ut vivam edo                            | Nu trăiesc ca să mânânc, ci mănânc ca să trăiesc.                                        | |  |
| Non vestimentum virum ornat, sed vir vestimentum              | Nu veșmântul (haina) face pe om, ci omul veșmântul (haina).                              | |  |
| Noscete ipsum (et nosces universum et deos)                   | Cunoaște-te pe tine însuți (și vei cunoaște universul și zeii)                           | Proverb preluat de la greci. |  |
| nuda veritas                                                  | adevărul gol                                                                             | |  |
| Nulla dies sine linea                                         | (Plinius cel Bătrân) - Să nu treacă o zi fără un rând (scris).                           | |  |
| Nulla est medicina sine lingua latina                         | Nu e medicină fără limba latină.                                                         | |  |
| Nulla poena sine lege.                                        | Nicio pedeapsă în afara legii.                                                           | Principiul legalității pedepsei în dreptul roman. |  |
| Nulla regula sine exceptione                                  | Nu e regulă fără excepție (vezi și Excepția întărește regula)                            | |  |
| Nulla res tam necessaria est quam medicina                    | Nimic nu e mai necesar ca medicina.                                                      | |  |
| Nullius in verba⁠(en)[traduceți]                               | Nimic doar pe vorbe (Horațiu)                                                            | Deviza Royal Society. |  |
| Nunc est bibendum                                             | (Horațiu) - Acum e momentul să bem (să sărbătorim ceva).                                 | |  |

## O
| Latină                                                                                         | Traducere | Note                                                  |
| ---------------------------------------------------------------------------------------------- | --- | ----------------------------------------------------- |
| obiit (ob.)                                                                                    | este mort |                                                       |
| obiter dicta                                                                                   | în treacăt spuse | Afirmații bazate pe impresie și exprimate în treacăt. |
| opus (op.)                                                                                     | opera |                                                       |
| Oculi plus vident quam oculus                                                                  | Mai mulți ochi văd mai mult decât unul singur. |                                                       |
| Odero si potero si non inventius te amabo                                                      | Te voi uri daca voi putea, daca nu fara sa vreau, te voi iubi. |                                                       |
| Omnes homines sibi sanitatem cupiunt, sæpe autem omnia, quæ valetudini contraria sunt, faciunt | Toți oamenii vor să aibă sănătate, dar adesea fac totul în contra ei. |                                                       |
| Omnia mea mecum porto                                                                          | (Cicero) - Port cu mine tot ce e al meu. Versiunea latină a răspunsului pe care l-ar fi dat filozoful Bias concetățenilor săi, mirați că părăsește cetatea asediată de perși, fără să-și ia nimic cu el (spiritul constituie unica bogăție a înțeleptului, un bun care-l însoțește peste tot). |                                                       |
| Omnia vincit amor (et nos cedamus amori)                                                       | (Virgiliu) - Iubirea învinge orice (și noi ne plecăm puterii sale). |                                                       |
| Omnium artium medicina nobilissima est                                                         | Medicina este cea mai nobilă artă. |                                                       |
| Omnium rerum homo mensura est                                                                  | Omul este măsura tuturor lucrurilor. |                                                       |
| Optimum medicamentum quies est                                                                 | Cel mai bun medicament este odihna. |                                                       |
| Ora et labora (Variantă: Ora, lege et labora)                                                  | Roagă-te și lucrează. / Roagă-te, citește și lucrează. | (deviza călugărilor benedictini).                     |
| O tempora, o mores!                                                                            | (Cicero) - Ce vremuri, ce moravuri! |                                                       |

## P
| Latină                                       | Traducere | Note |
| -------------------------------------------- | --- | --- |
| Pacta sunt servanda.                         | Tratatele/convențiile trebuie respectate.                                                                          | Adagiu folosit pentru a exprima principiul forței obligatorii a contractelor. Vezi și addendum. |
| Paete non dolet                              | „Paete, nu doare!”                                                                                                 | Ultimele cuvinte ale Arriei cea Mare (în latină Arria Maior), care a smuls pumnalul din mâna soțului ei, Caecina Paetus, condamnat la sinucidere și l-a înfipt în propria inimă (conform cu Plinius cel Tânăr). |
| panem et circenses                           | pâine și circ | Expresie considerată ca provenind de la poetul latin Decimus Juvenalis, care se lamenta adresându-se unui prieten, de decaderea poporului roman. |
| pari passu                                   | în pas egal | |
| parva voluptatibus vitae                     | micile plăceri ale vieții                                                                                          | |
| Patere quam ipse fecisti legem.              | Suportă legea pe care tu însuți ai făcut-o.                                                                        | Varianta latină a unei sentințe atribuite lui Pittacos⁠(en)[traduceți], unul dintre cei Șapte Înțelepți ai Greciei Antice. |
| pater familias                               | tatăl familei | În dreptul roman, tatăl era stăpânul absolut al familiei, singurul care dispunea de toate drepturile civile. |
| Pater Patriae                                | Părintele patriei                                                                                                  | Titlu de onoare acordat oamenilor politici cu merite deosebite. Primul care l-a primit a fost Cicero. |
| Pater, peccavi!                              | Tată, am greșit!                                                                                                   | Formulă tradițională pentru mărturisirea greșelilor în Biserica Catolică. |
| pauca, sed bona                              | puține, dar bune                                                                                                   | Nu cantitatea ci calitatea contează. Vezi și Non multa, sed multum. |
| pauca sed matura                             | puține dar coapte                                                                                                  | Deviza lui Gauss |
| Pax Romana                                   | Pacea Romană | Pacea impusă de stăpânirea romană. Parafraze: Pax Hispana, Pax Germanica, Pax Britannica, Pax Americana. |
| Pax vobiscum!                                | Pace vouă! (Pacea [să fie] cu voi!)                                                                                | Traducerea salutului ebraic, Pax vobiscum, nolite timere |
| Pede pœna claudo.                            | Pedeapsa vine șchiopătând – Horațiu, „Ode”, III, 2, 32.                                                            | Mai devreme sau mai târziu orice vină se ispășește. |
| per a contrario                              | adagiu latin, domeniul juridic, rationament de interpretare juridica "prin inteles contrar".                       | |
| per definitionem                             | prin definiție | Reiese din definiția însăși |
| per excellentiam                             | prin excelență | În mod deosebit, cu distincție. Se folosește și versiunea franceză par ecellence. |
| per procura (p.p.)                           | cu procură, împuternicire                                                                                          | |
| per pedes (apostolorum)                      | pe jos (ca apostolii)                                                                                              | În latina clasică, corect este pedibus. |
| perpetuum mobile                             | mobil perpetuu | Termen muzical. Se referă la un sistem mecanic imaginar, în mișcare perpetuă, auto-alimentată, fără a se folosi de o sursă exterioară de energie. |
| persona (non) grata                          | persoană (ne)agreată                                                                                               | Termen folosit în diplomație despre un cetățean străin pe care guvernul unei țări nu-l agreează din cauza actelor politice sau a concepțiilor sale. În vorbirea curentă, expresia poate fi utilizată când o persoană care a apărut într-o societate oarecare, nu este binevenită, fiind considerată „non grata”, care nu este agreată, incomodă. |
| petitio principii                            | revenirea la început                                                                                               | Raționament eronat, care pornește de la o premisă nedemonstrată anterior; trebuie revenit la punctul de plecare. A fost semnalat de Aristotel. |
| pia mater                                    | mamă iubitoare | Formulă care apare în imnuri religioase medievale. În anatomie, una din membranele care învelesc creierul. |
| pollice verso                                | cu degetul întors                                                                                                  | Cu degetul mare întors spre arenă. Gest folosit la luptele de gladiatori, prin care publicul cerea ca învinsul să fie omorât. |
| Pontifex Maximus (P.M.)                      | Papa, Marele Pontif                                                                                                | În Roma Antică, Pontifex Maximus era conducătorul colegiului pontifilor. Prestigiul marelui pontif este considerabil. Cezar, începând din 63 î.Hr., obține marele pontificat; în timpul Imperiului, toți împărații vor purta titlul de Pontifex Maximus.                                                                                         |
| Post Christum (natum) (p. Chr.)              | după (nașterea lui) Cristos                                                                                        | |
| post factum                                  | după faptă | Ulterior, după consumarea faptului. |
| post festum                                  | după sărbătoare | După ce s-a terminat ceremonia. |
| post hoc, ergo propter hoc                   | după aceasta, deci din cauza aceasta                                                                               | Raționament inductiv greșit, în care simpla succesiune cronologică a fenomenelor este interpretată necritic, ca un raport de la cauză la efect. |
| post meridianum (p.m.)                       | după prânz | Post meridian. (v. ante meridiem) |
| post mortem                                  | după moarte | |
| praeter propter (p.ptr.)                     | aproximativ | Aproximativ, mai mult sau mai puțin. |
| prima facie                                  | la prima vedere | |
| pro anno (p.a.)                              | anual | |
| pro bono                                     | pentru binele public                                                                                               | În latină expresia completă e Pro bono publico, dar prescurtat se folosește doar pro bono și se referă la asumarea unei activități realizată in interesul public, fără recompensă financiară. |
| pro centum (p.c.)                            | la sută | |
| pro forma                                    | de formă | |
| pro tempore                                  | pentru un timp | De durată condiționată. |
| Pacta sunt servanda                          | Acordurile trebuie respectate.                                                                                     | |
| Panem et circenses (dare)                    | (Juvenal) - (Dați poporului) pâine și jocuri (circ).                                                               | |
| Parturiunt montes, nascetur ridiculus mus    | (Horațiu) - (Se muncesc) munții în chinurile facerii și se naște un șoarece ridicol, ("Mult zgomot pentru nimic"). | |
| Pax melior est quam iustissimum bellum       | Pacea e mai bună decât cel mai just război.                                                                        | |
| Pax vobiscum!                                | Pace vouă! | |
| Pecunia non olet                             | (Vespasian) - Banii n-au miros.                                                                                    | |
| Per aspera ad astra                          | Pe căi aspre, până la stele.                                                                                       | |
| Per scientiam ad salutem ægroti              | Să vindeci boala prin știință.                                                                                     | |
| Philosophia ancilla theologiae               | (Petrus Damianus) - Filosofia este servitoarea teologiei.                                                          | |
| Pia mater                                    | Mamă cucernică. | |
| Plenus venter non studet libenter            | O burtă plină nu iubește studiul.                                                                                  | |
| Plures crapula quam gladius perdidit         | Beția ia mai multe vieți ca spada. (Asa ca beti baieti)                                                            | |
| Post cenam non stare, sed mille passus meare | Să nu stai după cină, ci să mergi pe jos o milă.                                                                   | |
| Post hoc non est propter hoc                 | După asta, nu e din cauza asta                                                                                     | (a considera simpla succesiune a evenimentelor drept cauzalitate). |
| Possunt, quia posse videntur.                | Ei pot pentru că ei cred că pot.                                                                                   | |
| Potius mori quam foedari                     | Mai bine moartea decât dezonoarea.                                                                                 | |
| Præsente medico nihil nocet                  | Când doctorul e lângă tine, nimic nu-ți poate face rău.                                                            | |
| Prævenire melius est quam curare             | A preveni, e mai ușor decât a trata.                                                                               | |
| Primum non nocere                            | În primul rând nu dăuna.                                                                                           | |
| Primum vivere, deinde philosophari           | Mai întâi trăiește și pe urmă filosofează.                                                                         | |
| Primus inter pares                           | Primul între egali.                                                                                                | |
| (Oratio) pro domo                            | (Pledoarie) în interes propriu.                                                                                    | |
| Pro rege saepe; pro patria semper            | Pentru rege adesea; pentru patrie totdeauna.                                                                       | |
| Prosit                                       | Să fie de bine. | |
| Pulchre, bene, recte!                        | frumos, bine, drept! – (Horațiu, „Ars poetica”)                                                                    | Poetul ironizează mulțimea pseudo-criticilor, care elogiază în termeni excesivi pe versificatorii prodigioși |
| Pulchrum est paucorum hominum                | Frumusetea este pentru putini                                                                                      | Citat apartinand lui Horatiu, se intalneste in Amurgul idolilor al lui Friedrich Nietzsche |

## Q
| Latină                                                  | Traducere                                                                | Note |
| ------------------------------------------------------- | ------------------------------------------------------------------------ | --- |
| Quad non est in actis non est in mundo                  | Ceea ce nu este in acte, nu este pe lume                                 | (axiomă juridică potrivit căreia un lucru neconsemnat printr-un act este ca și inexistent). |
| Qualis artifex pereo!                                   | Ce mare artist piere [odată cu mine!]                                    | Se spune că ar fi fost ultima exclamație a lui Nero înainte de a se sinucide (potrivit lui Suetoniu, în Nero, 44; această exclamație exprimă pierderea pe care lumea o suferă odată cu moartea unui om ca el, care a strălucit în teatru și în circ).                                                                               |
| Qualis autem homo ipse esset, talem esse eius orationem | (Cicero) - Omul se cunoaște după felul cum vorbește.                     | |
| Quandoque bonus dormitat Homerus                        | (Horațiu) - Chiar și bunul Homer mai doarme câteodată                    | (în sensul: Chiar și un scriitor de geniu nu este totdeauna el însuși). |
| Quantum satis                                           | atât cât trebuie (q.s.) /cât cuprinde                                    | Formula folosita in industria alimentară, în farmacie, pentru ingrediente, dar si in alte industrii, reprezentand faptul ca, acel ingredient nu este adaugat intr-o proportie bine stabilita, ci dupa o calitate apreciata, de cele mai multe ori organoleptic, prin comparatie cu un etalon                                        |
| Qui pro quo                                             | cineva drept altcineva                                                   | Confuzie între persoane. Pentru confuzie între lucruri, fapte etc. se folosește quid pro quo. |
| Quod erat demonstrandum (Q.E.D.)                        | ceea ce era de demonstrat                                                | Formulă tradițională care încheie demonstrațiile de geometrie. |
| Quod non vetat lex, hoc vetat fieri pudor.              | Ceea ce nu interzice legea, interzice pudoarea.                          | Seneca, „Troades”, 334. |
| Quot linguas calles, tot homines vales                  | Câte limbi știi, de atâtea ori ești om                                   | |
| Quo vadis?                                              | Unde mergi?                                                              | Conform unei legende, Sfântul Petru care fugea de persecuțiile împăratului Nero, îl întâlnește pe Isus, care murise de 30 de ani și îl întreabă Quo vadis, Domine? Expresia s-a răspândit prin romanul Quo vadis al lui H.Sienkiewicz.                                                                                              |
| Qui audet adipiscitur.                                  | Capătă (câștigă) cel (cea) care îndrăznește.                             | |
| Qui bene amat, bene castigat                            | Cine iubește bine, pedepsește bine.                                      | Pedeapsa are drept scop corectarea defectelor celor pe care îi iubești. |
| Qui habet aures audiendi, audiat                        | Cine are urechi de auzit, să audă.                                       | Cuvinte ale lui Isus Hristos aflate în mai multe locuri din Sfânta Evanghelie |
| Qui nescit dissimulare, nescit regnare                  | Cine nu știe să disimuleze nu știe să domnească                          | |
| Qui rogat, non errat                                    | Cine întreabă, nu greșește                                               | (sau „Încercarea moarte n-are”). |
| Qui scribit, bis legit                                  | Cine scrie, citește de două ori.                                         | |
| Qui tacet, consentire videtur                           | Cine tace, e de-acord.                                                   | |
| Quid novi?                                              | Ceva nou?                                                                | |
| Quidquid agis, prudenter agas, et respice finem !       | Orice ai face, fă cu prudență, fără să ți se taie respirația la sfârșit. | |
| Quidquid discis, tibi discis                            | Orice ai învăța, înveți pentru tine.                                     | |
| Quid sit futurum cras, fuge quaerere                    | (Horațiu) - Nu întreba ce va aduce ziua de mâine.                        | |
| Quisque est faber suae fortunae                         | Fiecare este artizanul propriului destin.                                | |
| Quod licet Iovi, non licet bovis                        | Nu tot ce-i este permis lui Jupiter îi este permis și unui bou (oricui). | |
| Quod medicina aliis, aliis est acre venenum             | Medicamentul unuia, este veninul altuia.                                 | |
| Quod scripsi, scripsi!                                  | Ceea ce am scris, am scris!                                              | După răstignirea Mântuitorului, Pilat din Pont a impus așezarea pe Cruce a unei tăblițe cu inscripții în ebraică, latină și greacă, „Isus Nazarineanul, regele iudeilor”. Însă ahiereii iudeilor au cerut să nu scrie „regele iudeilor”, ci „eu sunt regele iudeilor”. La această cerere, Pilat a răspuns: „Ce am scris, am scris.” |
| Quot capita, tot sensus                                 | Câte capete, atâtea păreri.                                              | |
| Quot licet Iovi non licet bovi                          | Ce e permis lui Jupiter nu este permis si boilor.                        | |
| Quot linguas calles, tot homines vales                  | Câte limbi știi, de atâtea ori ești om (valorezi cât tot atâția oameni)  | |

## R
| Latină                                                 | Traducere                                                                              | Note |
| ------------------------------------------------------ | -------------------------------------------------------------------------------------- | --- |
| rara avis                                              | pasăre rară                                                                            | Raritate, lucru rar.                                                                                         |
| ratio sufficiens                                       | rațiune suficientă                                                                     | Concept introdus în logica formală de Leibniz.                                                               |
| recipe (Rp.)                                           | primește!                                                                              | Începutul unei rețete medicale                                                                               |
| redde caesari quae sunt caesaris, et quae sunt dei deo | dă Cezarului cele ce sunt ale Cezarului si lui Dumnezeu cele ce sunt ale lui Dumnezeu. | |
| regis ad exemplum                                      | după al regelui exemplu                                                                | |
| requiescat in pace!                                    | odihnească-se în pace!                                                                 | Formulă de încheiere la slujbele celor decedați, deseori gravată și pe pietrele funerare. Se scrie și R.I.P. |
| repetitio mater studiorum est                          | repetiția este mama învățăturii                                                        | |
| res comunis                                            | lucru comun                                                                            | |
| res nullius                                            | lucrul nimănui                                                                         | Categorie de bunuri care, în dreptul roman, puteau fi însușite de primul venit.                              |
| restitutio in integrum                                 | restabilire în întregime                                                               | Repunerea unei persoane în întreaga posesie de dinaintea unui act anulat.                                    |
| Raro ulla calamitas sola venit                         | Rareori o nenorocire vine singură                                                      | |
| Ridendo castigat mores                                 | Prin râs se corecteaza moravurile                                                      | |
| Roma die uno non aedificata est                        | Roma nu a fost cladită într-o zi                                                       | |

## S
| Latină                                             | Traducere                                                                                                  | Note |
| -------------------------------------------------- | --- | --- |
| Salus ægroti suprema lex                           | Sănătatea pacientului, lege supremă                                                                        | |
| Salus populi (republicæ) suprema lex esto.         | Bunăstarea (Salvarea) poporului (a republicii) să fie legea supremă.                                       | Principiu fundamental de drept roman. |
| salva venia                                        | cu îngăduință                                                                                              | |
| salvo errore (s.e.)                                | excluzând eroarea                                                                                          | |
| sapienti sat                                       | deșteptului i-ajunge                                                                                       | Indică faptul că omul inteligent înțelege din două vorbe, fără lungi explicații. |
| Sæpe morborum gravium exitus incerti sunt          | Soarta persoanelor grav bolnave este adesea necunoscută                                                    | |
| semper idem                                        | mereu același                                                                                              | Constant (deviza omului statornic). |
| semper in motu                                     | mereu în mișcare                                                                                           | După filosoful Anaximene din Milet, atribut al aerului, care era principiu al existenței. |
| Semper inops quicumque cupit.                      | Întotdeauna este sărac cel ce dorește.                                                                     | Claudian |
| Senatus intellegit, consul videt, hic tamen vivit. | Senatul înțelege, consulul vede și totuși acesta trăiește. – Cicero, „In Catilinam”, I, 1, 2.              | Expresia unei mari indignări împotriva unei stări de lucruri scandaloase, binecunoscută de toți, dar care nu este curmată. |
| Senatus populus que Romanus (S.P.Q.R.)             | Senatul și poporul roman                                                                                   | Formulă care figura în antetul decretelor senatoriale. |
| sequens (seq.)                                     | în cele ce urmează                                                                                         | |
| sequentes (seqq.)                                  | următoarele                                                                                                | |
| sine die                                           | fără termen                                                                                                | Formulă juridică care se referă la cazul în care nu este stabilit un termen legal. De obicei se folosește cu sensul de „a amâna”. |
| sine ira et studio                                 | fără ură și părtinire                                                                                      | relatarea unui eveniment controversat, e.g., război, masacru etc, trebuie făcută cu calm și prudență, pe bază de dovezi |
| sine loco (s.l.)                                   | fără specificarea locului                                                                                  | |
| sine nomine (s.n.)                                 | fără nume                                                                                                  | |
| sine qua non (s.q.n.)                              | fără de care nu se poate                                                                                   | |
| sine tempore (s.t.)                                | punctual (fără sfertul de oră academic)                                                                    | |
| sit venia verbo (s.v.v.)                           | fie îngăduit cuvântul                                                                                      | |
| sui generis                                        | în felul său                                                                                               | Un fel deosebit. |
| Serva me, servabo te.                              | Salvează-mă și te voi salva.                                                                               | Arbiter Gaius Petronius |
| Servum pecus!                                      | Oaie servilă! Turmă slugarnică!                                                                            | |
| Sic transit gloria mundi                           | (Patricius) — Așa trece gloria lumii                                                                       | |
| Similia similibus curantur                         | Cele asemănătoare vindecă (lucruri) asemănătoare ( principiul homeopatiei)                                 | |
| Sine labore non erit panis in ore                  | Fără muncă nu mănânci pâine ("Cine nu muncește, nu mănâncă!")                                              | |
| Si tacuisses, philosophus mansisses                | (Boetius) — Dacă tăceai, filosof rămâneai                                                                  | |
| Sit tibi terra levis!                              | Să-ți fie țărâna ușoară!                                                                                   | |
| Si vis amari, ama.                                 | Dacă vrei sa fii iubit(ă), iubește.                                                                        | Numai sufletele iubitoare pot inspira iubirea. / Nu poți cere dragoste de la cei pe care tu însuți nu-i iubești. Seneca (Epistola IX,6). |
| Si vis pacem, para bellum                          | (Vegetius) — Dacă vrei pace, pregătește-te pentru război.                                                  | Pentru a ocroti munca pașnică, trebuie să fii pregătit să te aperi de agresorul potențial. |
| Si vis pacem, para iustitiam                       | Dacă vrei pace, instaurează dreptatea                                                                      | |
| Si vis vincere, disce pati                         | Dacă vrei să învingi, învață să rabzi                                                                      | |
| Species nova                                       | Specie nouă                                                                                                | Formulă care este folosită în taxonomia biologică, |
| Stans pede in uno.                                 | Stând într-un picior. – Horațiu, „Satirae”, I, 4, 10.                                                      | În grabă, pe nepregătite, superficial. Variantă: „Stante pede” („În picioare”). |
| statu quo                                          | în starea în care                                                                                          | Forma completă este in statu quo ante sau in statu quo prius. Termen din limbajul diplomatic cu ajutorul căruia se precizează, de exemplu, dorința de menținere a situației existente, înainte de izbucnirea unui conflict. |
| status in statu                                    | stat în stat                                                                                               | |
| Stultitiam simulare prudentia summa est.           | A simula prostia este cea mai bună măsură de prevedere în anumite situații – Cato, Disticha morali, 2, 18. | |
| Suave, mari magno...                               | ce plăcut e când marea umflată... (Lucrețiu, „De rerum natura”, II, 1)                                     | E plăcut să privești furtunile de pe țărm. Potrivit doctrinei epicureice e bine să contempli situații primejdioase stând deoparte. |
| Sublata causam tollitur effectus                   | Suprimând cauza, dispare efectul.                                                                          | Prevedere din dreptul roman, care consfințește ideea conform căreia nu există efect fără cauză. |
| Sub lege libertas.                                 | Libertate în cadrul legii.                                                                                 | Aforism care atrage atenția că libertatea nu trebuie confundată cu dezordinea și cu anarhia. |
| Sub specie aeternitatis                            | (Baruch Spinoza) - Sub semnul eternității                                                                  | |
| Sui generis                                        | expresie latină care este folosită pentru a indica caracterul atipic al unui obiect                        | |
| summa cum laude                                    | | Cea mai înaltă distincție academică conferită la absolvirea unor cursuri, a unor examene etc. |
| summum bonum                                       | binele suprem                                                                                              | Cea mai mare fericire pe care o pot avea oamenii. Termen folosit în filosofie, noțiune introdusă de Aristotel. |
| Summum jus, summa injuria                          | Cu cât sunt mai multe legi, cu atât mai multă nedreptate                                                   | |
| Supplex Libellus Valachorum                        | scrisoare cu doleanțele valahilor                                                                          | Memoriu înaintat Dietei în 1792. |
| Supremum vale.                                     | Ultimul rămas-bun – Ovidiu, „Metamorphoseon libri,” X, 62.                                                 | Act de despărțire dureroasă și definitivă de o ființă apropiată. Variantă: Æternum vale. |
| Sursum corda                                       | Sus inimile!                                                                                               | Acestea sunt cuvinte pe care le pronunță preotul, la Mesa în ritul latin, la începutul Prefeței. Răspunsul este: „Habemus ad Dominum”, în română: „Le avem către Domnul.” În Sfânta Liturghie de rit bizantin, această expresie o afăm sub forma: „Sus să avem inimile.” Răspunsul este: „Le avem către Domnul.” / „Avem către Domnul.” Se citează aceste cuvinte pentru a arăta că cineva face apel la sentimente superioare. |
| Sustine et abstine                                 | Suportă (toate relele) și abține-te (de la plăceri)                                                        | Maximă a stoicilor: Suportă toate relele fără ca sufletul tău să fie tulburat; abține-te de la orice plăcere care ar putea să dăuneze libertății tale morale. |
| Sutor, ne ultra crepidam!.                         | Cizmare, nu mai sus decât sandaua ta! (Plinius cel Bătrân, "Istoria naturală")                             | Limitează-te la ceea ce cunoști cu adevărat. |

## T
| Latină                                     | Traducere                                                                     | Note                                                                                 |
| ------------------------------------------ | ----------------------------------------------------------------------------- | ------------------------------------------------------------------------------------ |
| Tabula rasa                                | tablă ștearsă                                                                 | A nimici totul, a trece cu buretele peste tot ce s-a petrecut                        |
| Tale, quale                                | așa cum este                                                                  | Neschimbat, fără modificări.                                                         |
| Tarde venientibus ossa                     | Pentru cei care vin târziu, (rămân doar) oasele                               |                                                                                      |
| Tempora mutantur et nos mutamur in illis   | Timpurile se schimbă, și noi cu ele                                           |                                                                                      |
| Tempus vulnera sanat                       | Timpul vindeca ranile                                                         |                                                                                      |
| Terminus a quo                             | momentul de la care...                                                        |                                                                                      |
| Terra deserta                              | pământ nelocuit                                                               | Termen folosit de vechii geografi                                                    |
| Terra incognita (t.i.)                     | pământ necunoscut                                                             | Termen folosit de navigatorii portughezi și olandezi pentru pământurile neexplorate. |
| Tertium non datur                          | a treia posibilitate nu există                                                | Enunț prescurtat al legii terțiului exclus                                           |
| Testis unus, testis nullus                 | Un singur martor este ca și cum n-ar fi niciunul                              |                                                                                      |
| Theatrum mundi                             | teatrul lumii                                                                 |                                                                                      |
| Timendi causa est nescire.                 | Frica vine din necunoaștere.                                                  | Seneca                                                                               |
| Timeo Danaos et dona ferentis              | (Virgiliu) - Mă tem de greci, chiar când aduc daruri.                         | (Referire la Calul troian, trimis de greci Troiei ca dar.)                           |
| Timeo lectorem unius libri                 | Mă tem de cititorul unei singure cărți (unilateral)                           |                                                                                      |
| Trahit sua quemque voluptas                | Fiecare cu tentația lui                                                       |                                                                                      |
| Transit umbra, lux permanet.               | Umbra trece, lumina rămâne.                                                   |                                                                                      |
| Tres faciunt collegium                     | (Marcellus) — Trei (membri) sunt necesari pentru a forma o uniune (asociație) |                                                                                      |
| Tu ne cede malis sed contra audentior ito. | Nu ceda în fața răului, ci avansează curajos împotriva lui.                   | Virgiliu, Eneida (Cartea VI, linia 95)                                               |
| Tunica proprior pallio est                 | (Plautus) - Cămașa este mai aproape de corp decât haina                       |                                                                                      |
| Tu quoque, mi fili?                        | și tu, fiul meu?                                                              | Cuvintele spuse de Cezar când îl zărește pe Brutus printre asasinii săi.             |

## U
| Latină                              | Traducere                                     | Note |
| ----------------------------------- | --------------------------------------------- | --- |
| Ubi bene, ibi patria.               | Unde-i bine, acolo este patria.               | Cicero,Tusculanae Disputationes (Cartea V) |
| Ubi concordia, ibi victoria.        | Unde este unitate/ armonie, este și victorie. | Publilius Syrus |
| Ubi tu Gaius, ibi ego Gaia.         | Unde ești tu Gaius, acolo voi fi eu, Gaia.    | Formulă de fidelitate rostită de soții romani după căsătorie. |
| ultima ratio                        | ultimul argument                              | În timpul regelui Ludovic al XIV-lea pe tunurile franțuzești era inscripționat ultima ratio regum. |
| Una hirundo non facit ver           | O rândunică nu face primavară                 | |
| una voce                            | o singură voce                                | La unison |
| Unguibus et rostro                  | cu ghearele și cu ciocul                      | Referire la luptele de cocoși. Se utilizează în sensul "a lupta cu toate mijloacele". Expresia este deviza orașului Avignon, Franța. |
| Unum castigabis, centum emendabis   | Dacă reprimi o greșeală, corectezi o sută     | |
| Unus pro omnibus, omnes pro uno     | Unul pentru toți, toți pentru unul            | (Deviza tradiționala a Elveției) |
| Urbi et orbi                        | Romei și lumii                                | Binecuvântare solemnă, pronunțată de papă la unele ocazii religioase importante ale cultului catolic, îndeosebi în zilele de Paști și de Crăciun. Binecuvântarea, adresată orașului (Roma) și lumii, este precedată de un mesaj și este însoțită de o indulgență plenară. În practica actuală, binecuvântarea este pronunțată de la balconul bazilicii Sfântul Petru, din Statul Vatican. |
| Usus magister est optimus           | Experiența este cel mai bun profesor          | |
| Ut ameris, amabilis esto            | (Ovidiu) — Fii amabil și vei fi iubit         | |
| ut infra                            | ca mai jos                                    | |
| Ut pictura poesis!                  | (Horațiu) - Poezia să fie ca pictura!         | |
| Ut sementem feceris, ita metes      | (Cicero)- Cum ai semănat, așa vei culege      | |
| Ut sis nocte levis, sit cena brevis | Dacă vrei să dormi bine, mănâncă devreme      | |
| ut supra                            | ca mai sus                                    | Formulă juridică utilizată în acte. |
| Uti, non abuti                      | Uzează (folosește-te), dar nu abuza           | |

## V
| Latină                                    | Traducere                                                                                            | Note |
| ----------------------------------------- | --- | --- |
| Vade mecum                                | Vino cu mine                                                                                         | |
| vae victis!                               | vai de învinși!                                                                                      | Exclamație atribuită lui Brennus, căpetenia galilor, în timp ce cântărea aurul oferit de romani.                              |
| Vanitas vanitatum, omnia vanitas          | Deșertăciunea deșertăciunilor, totul este deșertăciune                                               | |
| varia                                     | diverse                                                                                              | |
| veni, vidi, vici                          | am venit, am văzut, am învins                                                                        | Cuvinte cu care Cezar anunță victoria de la Zela, 47 î.Hr.                                                                    |
| venia legendi, docendi                    | recunoașterea capacității de a preda, de a ține prelegeri (la universitate, după obținerea docenței) | |
| Verba docent, exempla trahunt             | Vorbele te învață, exemplele te călăuzesc                                                            | |
| Verba volant, scripta manent              | Vorbele zboară, scrisul rămâne                                                                       | |
| Veritas odium paret                       | Adevărul provoacă ura                                                                                | |
| Vertatur, verte (vert.)                   | întoarce pe partea cealaltă                                                                          | (de ex.: pagina) |
| veto!                                     | mă opun!                                                                                             | Formulă cu care tribunii plebei respingeau decretele senatului roman. Familiar are sens de interzicere, opunere la o acțiune. |
| Via sacra                                 | calea sfântă                                                                                         | Stradă principală în Roma antică. Generalizat, se folosește pentru strada principală a unui oraș.                             |
| vice versa                                | invers                                                                                               | Schimbând ordinea |
| vide infer (v.i.)                         | vezi mai jos                                                                                         | |
| vide supra (v.s.)                         | vezi mai sus                                                                                         | |
| Video meliora proboque, deteriora sequor. | Văd pe cele bune și le aprob, dar urmez pe cele rele. – Ovidiu, „Metamorphoseon libri”, VII, 20-21.  | Mărturisirea Medeii, care, deși înțelege rațional ce cale trebuie să urmeze, se lasă împinsă de pasiuni în direcția contrară. |
| Vindicta bonum vita iucundis ipsa.        | Răzbunarea e bună, mai dulce chiar decât viața. – Iuvenal, „Satirae”, XIII, 180.                     | Satirizare a spiritului vindicativ.                                                                                           |
| Vir sapit qui pauca loquitur.             | Este înțelept cel ce vorbește puțin.                                                                 | |
| Vita brevis, ars longa                    | (Seneca) - Viața este scurtă, arta (are durată) lungă                                                | |
| Vitam impendere vero                      | (Juvenal) - Să-ți dai viața pentru adevăr                                                            | |
| Vitam regit fortuna, non sapientia.       | Viața este condusă de șansă, nu de înțelepciune.                                                     | Cicero |
| Vivat, crescat, floreat!                  | trăiască, crească și înflorească!                                                                    | Urare folosită între studenții vechilor universități apusene                                                                  |
| viva vox                                  | viu grai                                                                                             | Auzit direct de la vorbitor.                                                                                                  |
| Vox clamantis in deserto                  | Vocea celui care strigă în pustiu                                                                    | |
| vox populi, vox Dei                       | vocea poporului, vocea lui Dumnezeu                                                                  | Adevărul unei mari majorități.                                                                                                |
| Vulnerant omnes, ultima necat             | Toate (orele) rănesc, ultima ucide                                                                   | |